# Jan Jagmin-Sadowski

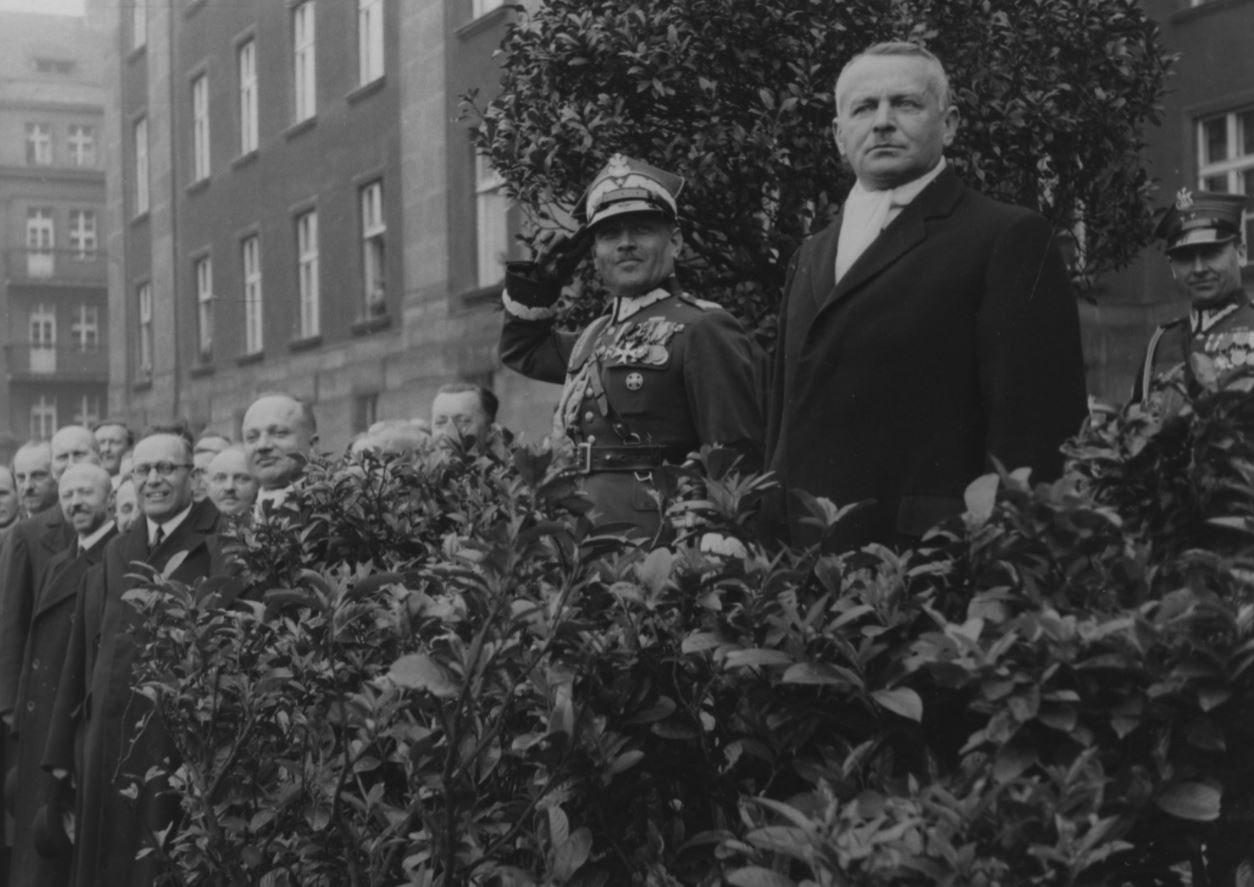
Święto Wychowania Fizycznego i Przysposobienia Wojskowego w Katowicach (12 maja 1939). Wojewoda Michał Grażyński i gen. Jan Jagmin-Sadowski na trybunie honorowej przyjmują defiladę.

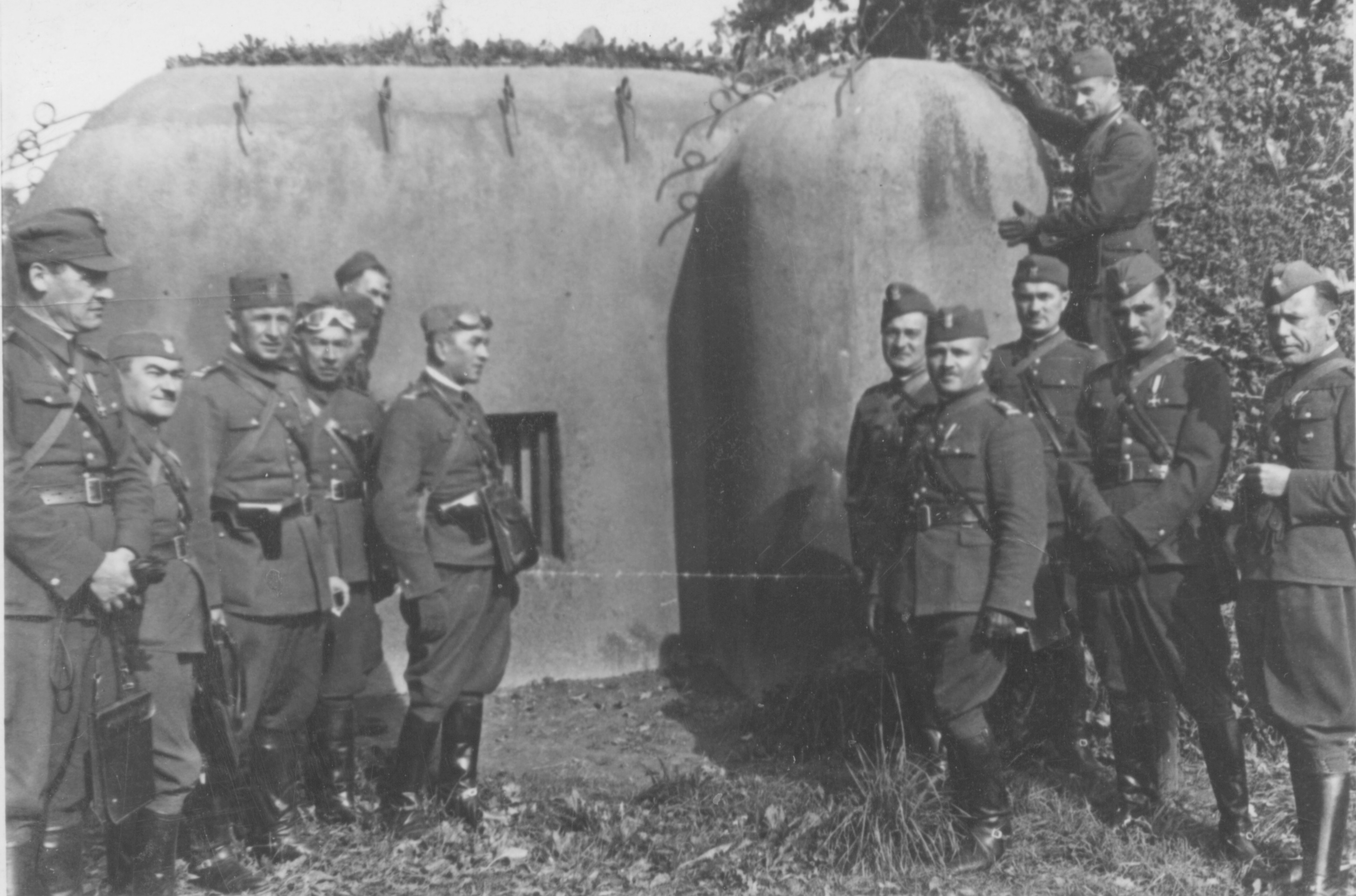
Jagmin-Sadowski czwarty od prawej w towarzystwie polskich oficerów ogląda czeski lekki schron po zajęciu Zaolzia w 1938 roku

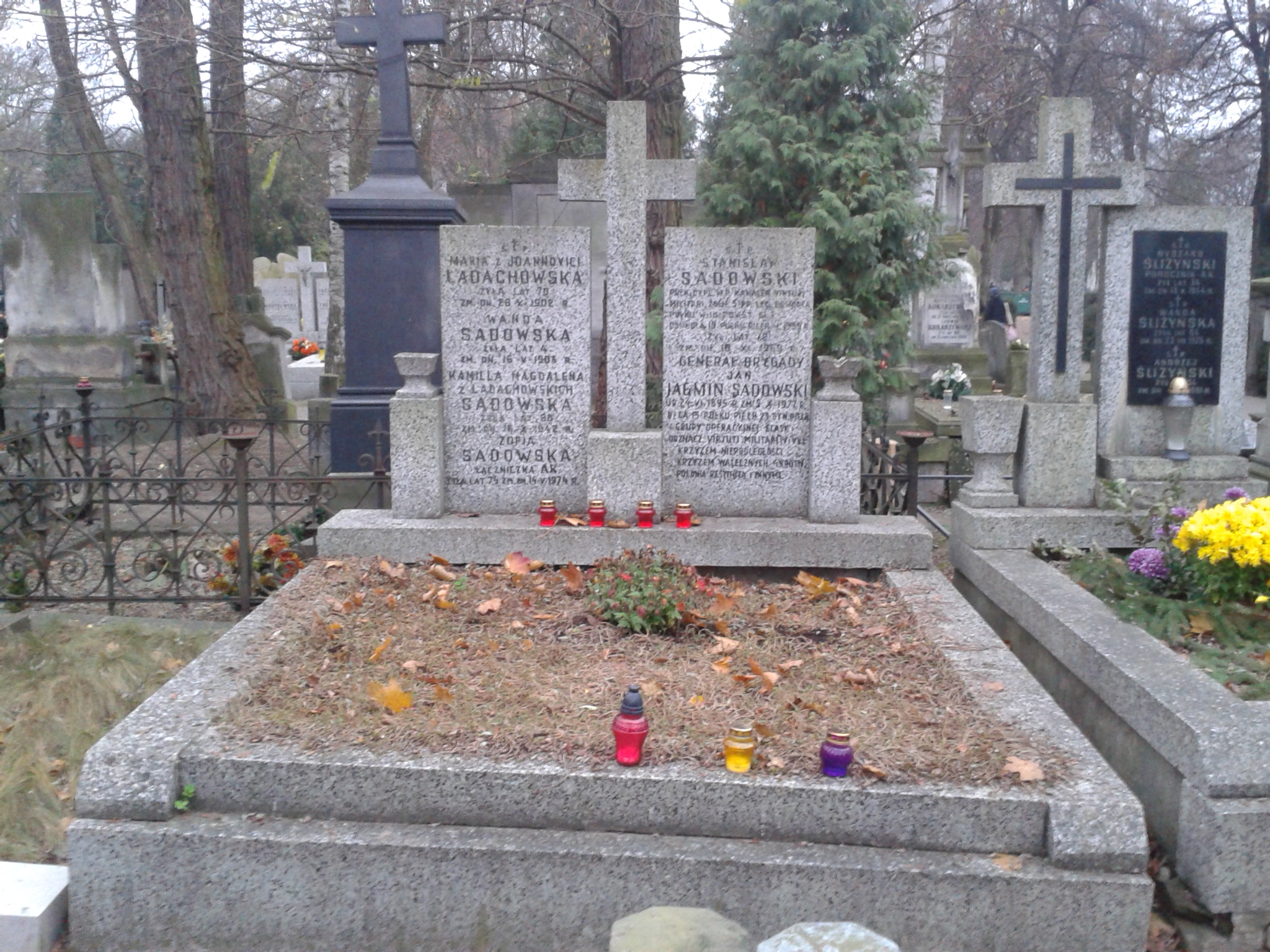
Grób Jana Jagmina-Sadowskiego na cmentarzu Bródnowskim

Jan Andrzej Sadowski (także Jagmin-Sadowski), ps. „Stefan Jagmin” (ur. 24 czerwca 1895 w Grójcu, zm. 5 października 1977 w Warszawie) – generał brygady Wojska Polskiego, działacz niepodległościowy, kawaler Orderu Virtuti Militari.

## Życiorys
Był synem Andrzeja (zm. 1907), inspektora ubezpieczeń, i Kamilli Magdaleny Ladachowskiej (zm. 1942), nauczycielki. Był starszym bratem Stanisława (1897–1969), pułkownika dyplomowanego piechoty Wojska Polskiego. Wychowywał się w Tomaszowie Mazowieckim pod opieką stryja Kazimierza Sadłowskiego, pedagoga, społecznika, malarza. Jego ojciec pochodził z rodziny Sadłowskich. Zapis nazwiska rodowego bez litery Ł był spowodowany pomyłką urzędnika stanu cywilnego. W Tomaszowie tworzył nielegalne struktury harcerskie. W Tomaszowie ukończył Szkołę Handlową i zdał maturę. W latach 1912–1914 studiował na Wydziale Budowy Maszyn Szkoły Politechnicznej we Lwowie, gdzie zetknął się z konspiracją niepodległościową. Należał do PPS – Frakcja Rewolucyjna, Polskich Drużyn Strzeleckich i Polowych Drużyn Sokolich. Ukoczył szkołę podoficerską i oficerską Polowych Drużyn Sokolich. Wtedy też zaczął używać pseudonimu Jagmin, który potem był stale uzupełnieniem jego rodowego nazwiska.
14 września 1914 wstąpił do Legionów Polskich. Początkowo pełnił służbę w I batalionie majora Albina Fleszara. 11 listopada 1914 został przeniesiony do IV batalionu 5 pułku piechoty, w którym jako podoficer pełnił funkcję komendanta plutonu. Wziął udział w bitwie pod Krzywopłotami (17–23 listopada 1914) i Łowczówkiem (22–25 grudnia 1914). 5 marca 1915 został mianowany chorążym. Walczył nad Nidą (do 11 maja 1915), pod Konarami, Józefowem. 3 sierpnia 1915 został ranny pod Majdanem Krasienińskim. 28 kwietnia 1916 awansował na podporucznika. 8 lipca 1916 został komendantem kompanii. W 1916, w składzie I Brygady Legionów, pod wodzą Józefa Piłsudskiego bił się z Rosjanami w krwawej bitwie pod Kostiuchnówką. 1 listopada 1916 awansował na porucznika. 1 maja 1917 został komendantem kompanii 3 Kursu Wyszkolenia w Zegrzu, a 26 czerwca komendantem 8 kompanii 5 pułku piechoty. Po kryzysie przysięgowym od 22 lipca 1917 do 1 sierpnia 1918 był internowany w obozie w Beniaminowie.
14 października 1918 został przyjęty do Polskiej Siły Zbrojnej i przydzielony do Szkole Podchorążych w Warszawie. Został dowódcą klasy 10. („G”). 1 kwietnia 1919 został przydzielony do Obozu Szkół Podoficerskich w Dęblinie na stanowisko dowódcy III batalionu. 15 czerwca 1919 został odkomenderowany na I kurs Wojennej Szkoły Sztabu Generalnego w Warszawie. Kurs ukończył jako prymus i 4 grudnia 1919 został zaliczony do korpusu oficerów Sztabu Generalnego. 15 listopada 1919 został skierowany na dwuletnie studia do paryskiej Wyższej Szkoły Wojennej (franc. École Supérieure de Guerre). 15 lipca 1920 został zatwierdzony z dniem 1 kwietnia 1920 w stopniu majora, w piechocie, w grupie oficerów byłych Legionów Polskich. 18 sierpnia 1920 został odkomenderowany do kraju, gdzie pełnił obowiązki szefa sztabu 3 Dywizji Legionów. Wziął udział w wojnie z bolszewikami. Wyróżnił się 24 września 1920 w bitwie o Brzostowicę. 1 grudnia 1920 wrócił do Paryża w celu ukończenia studiów. Od 10 sierpnia 1921 do marca 1922 odbył staż w armii francuskiej (miesiąc w pułku piechoty, miesiąć w Cours de Perfech. d'Infanterie w obozie Marely oraz trzy i pół miesiąca w sztabie 30 Korpusu w Nancy).
4 marca 1922, po powrocie do kraju, został przydzielony do Oddziału I Sztabu Generalnego na stanowisko kierownika referatu. 3 maja 1922 został zweryfikowany w stopniu majora ze starszeństwem od 1 czerwca 1919 i 128. lokatą w korpusie oficerów piechoty. W październiku 1922 został przesunięty w Oddziale I SG na stanowisko szefa Wydziału Mobilizacyjnego. 31 marca 1924 prezydent RP nadał mu stopień podpułkownika ze starszeństwem z dnia 1 lipca 1923 i 21. lokatą w korpusie oficerów piechoty. Z dniem 6 marca 1925 został przeniesiony do 11 pułku piechoty w Tarnowskich Górach na stanowisko zastępcy dowódcy pułku. W maju 1926 został przydzielony do Wyższej Szkoły Wojennej na stanowisko asystenta z równoczesnym przeniesieniem służbowym do Biura Ścisłej Rady Wojennej, do 31 października tego roku. W listopadzie 1926 został przydzielony do Oddziału III Sztabu Generalnego na stanowisko szefa wydziału. 23 grudnia 1927 roku został przeniesiony do kadry oficerów piechoty z pozostawieniem na dotychczas zajmowanym stanowisku. W styczniu 1928 został przeniesiony do 15 pułku piechoty w Dęblinie na stanowisko dowódcy pułku. 11 lutego 1928 objął dowództwo pułku. 1 stycznia 1929 prezydent RP nadał mu stopień pułkownika z dniem 1 stycznia 1929 i 3. lokatą w korpusie oficerów piechoty. W 1931 przeniesiony został do 23 Dywizji Piechoty w Katowicach na stanowisko II, a następnie I dowódcy piechoty dywizyjnej. 18 lipca 1936 wyznaczony został na stanowisko tej dywizji. Odpowiadał między innymi za budowę fortyfikacji Obszaru Warownego „Śląsk”. Na stopień generała brygady został awansowany ze starszeństwem z 19 marca 1939 i 13. lokatą w korpusie generałów.
W kampanii wrześniowej dowodził Grupą Operacyjną „Śląsk”, w składzie Armii „Kraków”. Przygotował linię obrony ciągłej od Świerklańca do Rybnika i Żor, wzmocnioną obsadzeniem 23 Górnośląską Dywizją Piechoty i 55 Dywizją Piechoty, Grupą Forteczną Obszaru Warownego „Katowice”, 95 Dywizjonem Artylerii Ciężkiej i grupą artylerii przeciwlotniczej. Całość ubezpieczała eskadra lotnicza i pociąg pancerny. W odwodzie pozostała kompania tankietek TK.
Oddziały Jagmina zaangażowały się w ciężkie walki z Niemcami (bój opóźniający), niejednokrotnie miejscami przechodząc do działań zaczepnych. Najbardziej krwawe walki stoczyła 55 DP, gdzie pod Mikołowem i Wyrami, zadała poważne straty 8 i 28 Dywizji niemieckiej. Jednak wskutek przełamania przez wroga frontu pod Częstochową i Pszczyną, a następnie wobec zbliżającej się groźby oskrzydlenia grupa wycofała się za Przemszę, w ramach ogólnego manewru odwrotowego Armii. Po opuszczeniu wschodniego Górnego Śląska Grupę Operacyjną przemianowano na GO „Jagmin”. Brała udział w dalszych działaniach Armii „Kraków”. 10 września wbrew rozkazom gen. Szylinga o porzuceniu dział u przepraw przez Wisłę podjął decyzję o przerzuceniu ciężkiego sprzętu przez wybudowany naprędce przez 23 Batalion Saperów (w ciągu 9 godzin 11 września) 345–metrowy most saperski pod Baranowem. 17 i 20 września 1939, okrążona przez Niemców pod Tomaszowem Lubelskim Grupa Operacyjna generała uległa rozbiciu, a on sam dostał się do niewoli. Przez pięć lat był jeńcem w Oflagu VII A Murnau. Po jego wyzwoleniu przez aliantów w 1945, wstąpił do PSZ. 29 marca 1947 wrócił do Polski, gdzie natychmiast został przez władze komunistyczne przeniesiony w stan spoczynku.
W proteście przeciw odznaczeniu przez władze PRL (nadany w 1974, udekorowany w Warszawie 22 lipca 1974, order odebrany w 1990) radzieckiego przywódcy Leonida Breżniewa Orderem Virtuti Militari I klasy zorganizował w 1976 uroczystość złożenia na Jasnej Górze orderów Virtuti Militari przez żyjących jeszcze przedwojennych dowódców wojskowych. Był autorem m.in. prac Działania Grupy Operacyjnej „Śląsk” 1-3 września 1939 r. i „Przygotowanie Centralnego Rejonu Przemysłowego Śląska do obrony w okresie międzywojennym”.
Zmarł 5 października 1977 w Warszawie i został pochowany na cmentarzu Bródnowskim (kwatera 11A-3-5).
3 marca 1924 ożenił się z Bronisławą Sikorską. W 1935 ożenił się po raz drugi z Jagną Marią Popiołek (ur. 1912), z którą miał syna Andrzeja (ur. 1938), doktora inżyniera budownictwa. Po II wojnie światowej Jagna Maria Sadowska była właścicielką firmy „Marago” kawiarni i palarni kawy w Katowicach.
18 lipca 2025 minister obrony narodowej nadał 34 Dywizjonowi Rakietowemu Obrony Powietrznej w Bytomiu imię gen. bryg. Jana Andrzeja Jagmin-Sadowskiego.

## Ordery i odznaczenia
- Krzyż Złoty Orderu Wojskowego Virtuti Militari[3]
- Krzyż Srebrny Orderu Wojskowego Virtuti Militari nr 2979 – 17 maja 1921[37]
- Krzyż Niepodległości – 13 kwietnia 1931 „za pracę w dziele odzyskania niepodległości”[38][39]
- Krzyż Oficerski Orderu Odrodzenia Polski – 10 listopada 1928 „za zasługi na polu pracy niepodległościowej”[40][41]
- Krzyż Walecznych trzykrotnie
- Złoty Krzyż Zasługi po raz pierwszy – 29 kwietnia 1925 „za zasługi około organizacji armji”[42][43]
- Złoty Krzyż Zasługi po raz drugi – 19 marca 1936 „za zasługi w służbie wojskowej”[44][45]
- Złoty Krzyż Zasługi po raz trzeci – 10 listopada 1938 „za wyjątkowe zasługi w służbie wojskowej”[46][47]
- Medal Pamiątkowy za Wojnę 1918–1921 – 10 listopada 1928[30]
- Medal Dziesięciolecia Odzyskanej Niepodległości – 21 listopada 1928[30]
- Odznaka za Rany i Kontuzje z jedną gwiazdką
- Odznaka „Za wierną służbę”[48]
- Odznaka pamiątkowa 5 Pułku Piechoty Legionów Polskich „Za dwuletnią Służbę w Polu”[7]
- Krzyż Kawalerski Orderu Legii Honorowej – 10 lutego 1928[49]